# C'est roulant
C'est roulant è un cortometraggio del 1906 diretto da Lucien Nonguet.